# Oedaleus inornatus
Oedaleus inornatus är en insektsart som beskrevs av Schulthess Schindler 1898. Oedaleus inornatus ingår i släktet Oedaleus och familjen gräshoppor. Inga underarter finns listade i Catalogue of Life.